# Watten (Schotland)
Watten is een dorp in de Schotse lieutenancy Caithness in het raadsgebied Highland, ongeveer 12 kilometer ten westen van Wick en ongeveer 19 kilometer ten zuidoosten van Thurso.
Watten ligt langs de doorgaande weg tussen Wick en Thurso, maar ligt ook langs de Far North Line. Er stoppen echter geen treinen meer in Watten sinds het station in 1960 werd opgeheven.
Zoals veel plaatsnamen in Caithness heeft de naam Watten een Oudnoordse oorsprong. Vatn betekent 'water' of 'meer'. Dit houdt waarschijnlijk verband met het naast het dorp gelegen Loch Watten, dat in de omgeving een populaire bestemming is voor vissers op zoek naar forel. 
In 1943 werd in Watten een militaire basis geopend. Aan het eind van de Tweede Wereldoorlog werden hier Duitse krijgsgevangenen ondergebracht. De basis werd in 1948 gesloten.
Watten is de geboorteplaats van uitvinder Alexander Bain (1810-1877).